# Выкружка гребного вала
Выкружка гребного вала — выгнутая листовая деталь внешней обшивки корабля, через которую проходит гребной вал судовой силовой установки. Как правило, для повышения коэффициента полезного действия движителя на двухвинтовых судах выкружкам придаётся такая геометрическая форма, чтобы набегающий поток воды, попадая в район гребного винта, закручивался в направлении, противоположном вращению винта.